# Phaonia fausta
Phaonia fausta este o specie de muște din genul Phaonia, familia Muscidae, descrisă de Huckett în anul 1965.
Este endemică în Northwest Territories. Conform Catalogue of Life specia Phaonia fausta nu are subspecii cunoscute.